# Mồ hôi máu

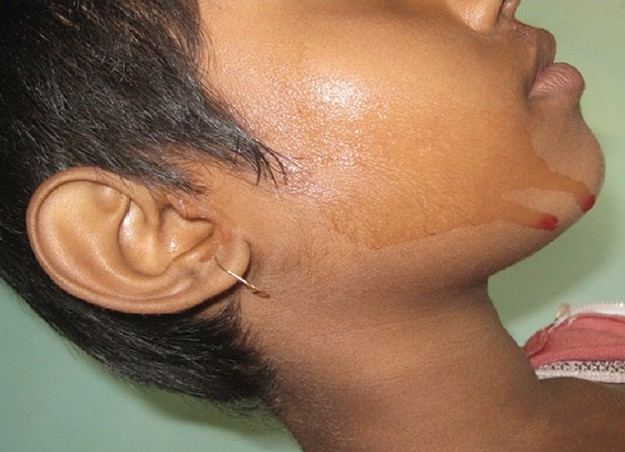
Mồ hôi màu đỏ (hay còn gọi là "mồ hôi máu") do chứng đổ mồ hôi máu

Mồ hôi máu (en: Hematidrosis) hay chứng đổ mồ hôi máu là tình trạng rất hiếm gặp xảy ra ở người khi đang trong trạng thái tâm thần, cảm xúc và căng thẳng thể lý một cách cực độ, ví dụ như đang đối diện với cái chết, làm họ tiết ra mồ hôi máu. Một số tài liệu tham khảo về lịch sử đã mô tả hiện tượng này, đáng chú ý là những tài liệu của Leonardo da Vinci đã mô tả về: một người lính trước khi ra trận hay một người đàn ông bất ngờ chịu một án tử hình đã đổ mồ hôi máu, cũng như theo chi tiết trong Kinh Thánh thì Chúa Giêsu đã đổ mồ hôi máu khi Ngài đang cầu nguyện trong vườn Getsemani (Luca 22:44 Lưu trữ ngày 8 tháng 10 năm 2012 tại Wayback Machine).
Hiện tượng này có thể liên quan đến chứng bệnh thặng dư sắt mô (haemochromatosis hay bệnh thừa sắt). Thặng dư sắt mô là một rối loạn do tích tụ sắc tố máu (hemosiderin) trong các tế bào nhu mô, gây tổn thương mô và làm rối loạn các chức năng của gan, tim, tuyến tụy, tuyến yên. Các dấu hiệu lâm sàng khác là da sạm màu đồng điếu, bệnh khớp, tiểu đường, xơ gan, gan và lách mở rộng (hepatosplenomegaly), thiểu năng nội tiết hướng sinh dục (hypogonadism) và rụng tóc. Bệnh có thể thuyên giảm ở phụ nữ đang thời kỳ kinh nguyệt hoặc mang thai.

## Dấu hiệu và triệu chứng
Máu thường rỉ ra từ các vị trí như trán, móng tay, rốn và các bề mặt da khác. Ngoài ra, tình trạng chảy máu từ các bề mặt niêm mạc cũng phổ biến, gây ra các triệu chứng như chảy máu cam, nước mắt lẫn máu, hoặc kinh nguyệt bất thường. Trước khi xảy ra hiện tượng này, người bệnh có thể trải qua các cơn đau đầu dữ dội hoặc đau bụng. Các đợt xuất huyết thường tự kết thúc và không kéo dài. Trong một số trường hợp, dịch tiết có thể loãng và mang màu sắc như máu, trong khi những trường hợp khác lại có chất tiết sẫm màu hơn, đỏ tươi, giống máu.
Mặc dù lượng máu mất thường rất ít nhưng tình trạng này có thể làm cho da trở nên cực kỳ nhạy cảm, mềm và dễ tổn thương.

## Nguyên nhân
Chứng mồ hôi máu là tình trạng các mao mạch máu nuôi dưỡng các tuyến mồ hôi bị vỡ, dẫn đến việc tiết mồ hôi lẫn máu. Tình trạng này thường xảy ra trong các điều kiện căng thẳng thể chất hoặc cảm xúc cực độ. Căng thẳng tinh thần nghiêm trọng kích hoạt hệ thần kinh giao cảm, dẫn đến "Phản ứng chiến-hay-chạy” quá mức, gây xuất huyết ở các mạch máu nuôi dưỡng các tuyến mồ hôi.. Những trạng thái sợ hãi đột ngột hoặc căng thẳng nghiêm trọng được xem là yếu tố khởi phát hội chứng này.